# Great Bend (Nueva York)
Great Bend es un lugar designado por el censo ubicado en el condado de Warren en el estado estadounidense de Nueva York. En el año 2000 tenía una población de 801 habitantes y una densidad poblacional de 53 personas por km².

## Geografía
Great Bend se encuentra ubicado en las coordenadas 44°2′11″N 75°42′30″O / 44.03639, -75.70833.

## Demografía
Según la Oficina del Censo en 2000 los ingresos medios por hogar en la localidad eran de $32,250, y los ingresos medios por familia eran $49,250. Los hombres tenían unos ingresos medios de $38,000 frente a los $20,417 para las mujeres. La renta per cápita para la localidad era de $16,177. Alrededor del 13.2% de la población estaban por debajo del umbral de pobreza.